# Communauté de communes du canton de Saint-Blin
La communauté de communes du canton de Saint-Blin est une ancienne intercommunalité française du département de la Haute-Marne. Elle fusionne le 1er janvier 2013 avec la communauté de communes du Bourmontais pour former la communauté de communes de Bourmont, Breuvannes, Saint-Blin.
Liste des communes :
- Aillianville
- Humberville
- Lafauche
- Leurville
- Manois
- Orquevaux
- Saint-Blin
- Vesaignes-sous-Lafauche